# Alicja Mounk
Alicja Mounk (* 2. August 1947 in Łódź, Polen) ist eine deutsche Dirigentin und Hochschullehrerin.

## Leben
Alicja Mounk wuchs im polnischen Łódź auf, erhielt früh Klavierunterricht und trat mit acht Jahren erstmals öffentlich als Pianistin auf. Nach dem Abschluss des Staatlichen Musikgymnasiums Warschau begann sie 1966 an der Musikhochschule Warschau ein Tonmeister- und Musikregie-Studium. Nach zwei Jahren musste sie diese Ausbildung abbrechen, antisemitische Kampagnen in Polen 1968 führten zu ihrer Ausbürgerung. Nach einem Semester 1969 an der Musikhochschule Wien setzte sie ihr Studium im selben Jahr an der Musikhochschule Detmold fort, wo sie 1971 ihr Diplom in den Fächern Tonmeister und Klavier ablegte. Anschließend studierte sie Dirigieren an der Hochschule der Künste Berlin bei Hans Martin Rabenstein (1972–1974) und an der Musikhochschule Köln bei Wolfgang von der Nahmer (1974–1976). Es folgten weitere Studien bei Nadia Boulanger in Paris und bei Michael Gielen in Basel.
Ihre berufliche Laufbahn begann sie 1975 als Korrepetitorin, zunächst am Opernstudio der Oper Köln, wo sie mit der Dreigroschenoper von Brecht/Weill debütierte, dann ab 1976 mit Dirigierverpflichtung an den Städtischen Bühnen Krefeld/Mönchengladbach. 1979 wurde sie Kapellmeisterin am Gärtnerplatztheater München, wo sie 1982 das Ensemble Zeitsignale gründete. Es folgten weitere Stationen als Erste Kapellmeisterin ab 1984 an den Städtischen Bühnen Freiburg, ab 1987 am Staatstheater Kassel, wo sie Hans Werner Henzes Oper Der heiße Ofen 1989 uraufführte, und ab 1989 an der Staatsoper Stuttgart.
Im Jahr 1991 wurde sie Generalmusikdirektorin am Theater Ulm, in Deutschland war sie damit – nach Sylvia Caduff und Romely Pfund – eine der ersten Frauen in dieser Position. Dort setzte sie überregional viel beachtete Akzente mit zeitgenössischer Musik, startete mit György Ligetis Oper Le Grand Macabre, dirigierte die Uraufführung von Peter Michael Hamels Song-Oper Radio-Sehnsucht und sorgte 1993 mit Wolfgang Rihms 1992 uraufgeführter Oper Die Eroberung von Mexico für Aufsehen. Darüber hinaus dirigierte sie aber auch Klassik sowie Romantik und rückte vergessene Opern wie Fromental Halévys L’éclair in den Spielplan. 1994 nahm sie vorzeitig Abschied von Ulm, da sie nach Sondierungsgesprächen mit dem designierten Intendanten Ansgar Haag „keine Basis für eine fruchtbare Zusammenarbeit“ mehr sah.
Danach verstärkte sie ihre in den 1980er Jahren begonnene internationale Tätigkeit und feierte noch 1994 ihr USA-Debüt mit Beethovens Fidelio beim Spoleto Festival in Charleston. Es folgten Dirigate beim ORF Wien und beim Musica Festival Strasbourg.
1997 wurde Mounk Leiterin der Opernschule an der Hochschule für Musik Karlsruhe. 1999 übernahm sie dort eine Professur und die Leitung des Instituts für Musiktheater. Im Jahr 2000 wurde ihr die Konzeption der Konzertreihe musik20 für die Expo 2000 in Hannover anvertraut.
Mounk wirkte prägend auf nachfolgende Generationen: Julia Jones war ihre Assistentin und zweite Kapellmeisterin in Ulm, Anna Skryleva ihre Studentin in Karlsruhe.

## Opern- und Konzertdirigentin
Zu den Opernhäusern und Festivals, an denen sie wirkte und teilnahm, zählen u. a. das Teatro La Fenice in Venedig, die Wiener Festwochen, die Gaudeamus Muziekweek (Niederlande), das Teatro Massimo in Palermo, der Steirische Herbst Graz, das Cantiere Internazionale d’Arte in Montepulciano, die Weltmusiktage in Zürich, die Aspekte Salzburg, die Münchener Biennale, die Frankfurter Feste und die Schwetzinger Festspiele. Sie leitete außerdem renommierte Orchester wie die Münchner Philharmoniker, das Tonhalle-Orchester Zürich, das ORF Radio-Symphonieorchester Wien, das Orchester der Opéra national du Rhin, das Orchestra des Maggio Musicale Fiorentino, das Gürzenich-Orchester Köln, die Philharmonia Hungarica, das Radio-Sinfonieorchester Hilversum, das Ensemble Modern, das Bangkok Symphony Orchestra, das Radio-Symphonieorchester Berlin, das Radio-Sinfonieorchester Frankfurt, das Radio-Sinfonieorchester Stuttgart, das Sinfonieorchester des Südwestfunks und die Radio-Sinfonieorchester des NDR, BR und WDR.

## Repertoire
Alicja Mounks Repertoire reicht vom 18. Jahrhundert bis in die Moderne. Zu ihren Schwerpunkten gehört Mozart. Darüber hinaus trat sie kontinuierlich mit Uraufführungen von Musiktheater- und Orchesterwerken hervor, u. a. von Luna Alcalay, Juan Allende-Blin, Hans-Jürgen von Bose, Violeta Dinescu, Peter Michael Hamel, Alfred Huber, Viera Janárčeková, Peter Kiesewetter, Myriam Marbe, Detlev Müller-Siemens, Helmut Oehring, Hans Posegga und Iris ter Schiphorst.
Filmische Dokumente ihres Wirkens aus den Jahren 1991 bis 1995 finden sich in den Reihen News & Stories und Prime-Time/Spätausgabe bei dctp.

## Familie
Ihr Sohn Yascha Mounk (* 1982) lehrt als Politikwissenschaftler an der Harvard University.

## Auszeichnungen
- 1977: Erster Preis beim Dirigentenwettbewerb Konzerte Junger Künstler des Deutschen Musikrats
- 1986: Kulturförderpreis der Stadt München